# 佐藤悠己
佐藤 悠己（さとう ゆうき、1985年11月25日 - ）は、日本の男性プロレスラー。リングネームはAMAKUSA（アマクサ）。このほか、覇王（はおう）や、さとう ゆうきなどのリングネーム、本名でも活動した。熊本県熊本市出身。プロレスリング・ノア所属。血液型B型。

## 経歴

### デビュー前
プロレスラーを志したのは、中学時代に愛読していた漫画『浦安鉄筋家族』で、主人公の大沢木小鉄が友達にプロレス技をかけていたことに興味を持ったのがきっかけだった。

### SUPER CREW - レスリングドリーマーズ
SUPER CREWの立ち上げを知り、第一期生募集に魅力を感じたことと、ディック東郷に憧れていたこともあり、19歳で上京して入門。
2005年10月22日のSUPER CREW新木場1stRING大会における対佐々木大輔戦でデビュー。なお、この試合はSUPER CREW第1回自主興行の第1試合だった。その後SUPER CREWの解散に伴い、レスリングドリーマーズへ移籍。

### フリー
2007年よりフリーとして、主に大日本プロレス、プロレスリング・エルドラド、アイスリボン等のリングに上がっている。
2008年10月24日のアイスリボン千本桜ホール大会にて、りほとのタッグで高梨マサ子、趙雲子組からインターナショナル・リボンタッグ王座を奪取。
2009年3月26日、りほの負傷欠場により、インターナショナル・リボンタッグ王座を返上。
2009年5月28日の大日本プロレス後楽園ホール大会をもって、約一年間活動してきた同団体内のユニット・メンズクラブを脱退。翌5月29日に自身のブログで発表と同時にブログを閉鎖した。
2010年5月30日タイトルを『新☆カピバラ生活』としてブログ再開。

### KAIENTAI DOJO - 2AW
2011年2月13日、大石真翔、旭志織、ヒロ・トウナイの新チーム「リトル☆ギャラクシー〜小銀河〜」に参加すると共に、同日付けでKAIENTAI DOJO（のち2AWに改組）に正式入団。
2014年12月28日、「K-SPECIAL 〜年内最終興行〜」においてヒールユニット凶月へ加入し、ヒールターンを果たす。
2015年1月25日、「CLUB-K SUPER in Blue Field」において梶トマトからUWA世界ミドル級王座を奪取し、第61代王者となる。
2019年1月23日、大日本&K-DOJO合同興行「D―BREAK」で浅川紫悠とタッグを組み橋本和樹、青木優也と対戦。反則戦法、インサイドワーク、奇襲を活かして試合を盛り上げ、12分29秒で浅川が青木をフォールして勝利。敗れた1人の橋本は反則三昧のファイトに呆れるコメントを出した。
5月31日、リングネームを平仮名表記の「さとう ゆうき」に変更。
10月12日、12月12日付で2AWを退団することが発表された。

### プロレスリング・ノア

#### 覇王
2019年12月14日、プロレスリング・ノア金剛興行「DIAMOND」に金剛の新メンバーとしてサプライズ登場。リングネームを「覇王（はおう）」に改め、同じく金剛新メンバーのHi69改め仁王とタッグを組み宮脇純太・諸橋晴也組と対戦。覇王が諸橋晴也からファイヤーバードスプラッシュからの片エビ固めにより、10分42秒で勝利。その後、プロレスリング・ノアの所属選手となる。
2022年1月16日の仙台サンプラザホール大会で、金剛を脱退し正規軍に加入する。
4月29日の両国国技館大会で行われた、仁王との敗者リングネーム剥奪＆髪切りマッチに勝利しリングネームを守ったが、6月23日の新宿FACE大会で行われた、タダスケとの敗者追放マッチに敗れプロレスリング・ノアのマットから追放となった。以降、表立った活動がなくなる。

#### AMAKUSA
10月30日の有明アリーナで行われたGHCジュニアヘビー級タッグ選手権試合の終了後、見たこともないマスクマンが出現し、敗れたタダスケを急襲。自らマスクを脱ぐと、髪型を変えた覇王（佐藤悠己）が現れ、「AMAKUSA（アマクサ）」と名乗った。本人は、あくまで覇王とは別人であるとの主張を貫く。その後、ノアよりAMAKUSAのノア復帰が発表される。
12月23日大会で、GHCジュニアヘビー級王座を奪取。
2023年2月21日、東京ドーム大会ではメキシコ修業時代のタッグパートナー・高橋ヒロム（当時のリングネームはカマイタチ）とノンタイトルながらジュニア王者同士という形で対戦。
3月1日開催の『ジュニア夢の祭典 〜ALL STAR Jr. FESTIVAL 2023〜』では第1試合6人タッグマッチに出場。高橋とは久々となるタッグを組んだ。

## 得意技

### フィニッシュ技
開国
キリモミ回転式のセントーン。トップロープ上からマットに寝ている相手に向けてジャンプし、空中で体を横回転させながら前転し、背中から相手の上に落ちる技。スパイラル・タップと同型の技。AMAKUSAとなってからのメインフィニッシュ。
変型十字架固め
AMAKUSAになってからのフィニッシュ技の一つ。カサドーラのように飛びついてから複雑に回転して最後は十字架固め（横十字固め）の形でフォールする。
ファイヤーバード・スプラッシュ
トップロープ上からマットに寝ている相手に向けてジャンプし、空中で前方1回転してボディ・プレスを浴びせる技。AMAKUSAになる前のメイン・フィニッシュ。AMAKUSA時代でも稀に使用することがある。

### その他の得意技
ブエロ・デ・アギラ
トペ・スイシーダで飛んで、飛行中に体を横方向に反転させて相手にぶつけていく技。本来はトップロープの上を飛び越えて放つが、AMAKUSAの場合はトップロープとセカンドロープの間を通過して飛行する。
トルニージョ
AMAKUSAの場合はリングに立っている相手に対して決める。最後はクロスボディーのような形で相手に体を浴びせる。
4の字式ジャーマン・スープレックス
相手の足を4の字にした状態で抱え込み、投げるジャーマン・スープレックス。
ニュー・トルネード・クラッチ
トルネード・クラッチ系の各種丸め込み技を指す総称。
スイングDDT

## 入場曲
- 初代 : Gettin' Hi 5Mic（餓鬼レンジャー）
- 2代目 : STILL TELLING LIES（CUBAN LINK）
- 3代目 : EPISODE V （SBK FEATURING KJ）
- 4代目 : TAKE ME ANYWHERE（DRIVAL BROTHER'z）
- 5代目 : HA-OH（kuritaka）
- 6代目 : advent （中村"anija"隆宏） ※ 現在使用

## タイトル歴
プロレスリング・ノア
- GHCジュニアヘビー級王座（第52代、第55代）
- GHCジュニアヘビー級タッグ王座（第62代）（パートナーは宮脇純太）
- NOAH Jr. TAG LEAGUE 優勝（2025年）（パートナーは宮脇純太）

KAIENTAI DOJO
- UWA世界ミドル級王座（第56代、第61代）
- STRONGEST-K TAG王座（第17代、第30代、第33代）（パートナーはヒロ・トウナイ→真霜拳號→タンク永井）
- 千葉6人タッグ王座（初代、第7代）（パートナーは旭志織、ヒロ・トウナイ→本田アユム、最上九）
- BO-SOゴールデンタッグトーナメント 優勝（2015年）（パートナーはタンク永井）

みちのくプロレス
- 東北タッグ王座（第17代）（パートナーはラッセ）

九州プロレス
- 博多華味鳥杯1DAYタッグトーナメント 優勝（2012年）（パートナーは阿蘇山）

DDTプロレスリング
- アイアンマンヘビーメタル級王座（第922代、第925代、第928代、第933代）

アイスリボン
- インターナショナル・リボンタッグ王座（第4代）（パートナーはりほ）